# Кодачигов Вадим Едуардович
Вади́м Едуа́рдович Кодачи́гов (* 1969) — український громадський і господарський діяч; учасник Майдану та російсько-української війни.

## З життєпису
Народився 1969 року в місті Севастополь. 1987 року закінчив Севастопольське СПТУ-28 за спеціальністю фрезерувальник; 1995-го — Санкт-Петербурзький державний економічний університет за спеціальністю фінанси. У 1987—1989 роках проходив строкову військову службу в ЗС СРСР — урядові війська спеціального призначення. Демобілізований у званні гвардії старшого сержанта — пів року був у Демократичній Республіці Афганістан.
Працював фрезерувальником 2-го розряду (Севастопольський морський завод; 1990); У 1992—1995 роках заступник директора СМП «Студент»; з 1995 року по 2006 рік — директор ПП «Верітас» (мережа закладів громадського харчування). В 2006—2013 роках — директор «Век-Тур». З 2013 по 2014 рік — заступник директора та співзасновник юридичної компанії «Сервіс-Кредит».
2014 року приїхав до Києва і зразу прийшов на Майдан. Потім заснував координаційний центр допомоги переселенцям, коли активні дії закінчилися і люди почали виїжджати. Тоді поїхав у Крим. Але йому на той час арештували всі рахунки, і порушили кримінальну справу. Тому виїхав із Севастополя й оселився у Києві, почав займатися розробленням і виробництвом безпілотної авіації. У 2014—2015 роках — голова правління у громадській спілці «Рада громадських ініціатив». З 2015 року й надалі — голова комітету озброєння у громадській спілці «Рада волонтерів при Міністерстві оборони України». Від 2015 року — директор ТОВ «КОРТ» (Компанія оборонних і радіоелектронних технологій). Від 2017 року й надалі — президент громадської спілки «Асоціація виробників озброєння та військової техніки України».
Коли відбулося повномасштабне вторгнення, став на захист України. Командир комендантської роти «Щит». Воював у 112-й окремій бригаді Сил територіальної оборони; командиром окремого підрозділу в 36-й окремій бригаді морської піхоти. Командир роти у 206-му батальйоні.

## Нагороди
- Хрест Івана Мазепи[2]
- Нагрудний знак «Знак пошани»
- Медаль «За сприяння Збройним Силам України»
- Медаль  «За воїнську доблесть»